# كأس الغابون
كأس الغابون (بالفرنسية: Coupe du Gabon de football)‏ ، هي بطولة رسمية لكرة القدم في الغابون ، أسسها اتحاد الكرة سنة 1961م.

## وصلة خارجية
- Gabon - List of Cup Winners, RSSSF.com